# Пиргачха
Пиргачха (бенг. পীরগাছা, англ. Pirgachha) — город на севере Бангладеш, административный центр одноимённого подокруга. Площадь города равна 14,29 км². По данным переписи 2001 года, в городе проживало 19 864 человека, из которых мужчины составляли 51,38 %, женщины — соответственно 48,62 %. Плотность населения равнялась 1390 чел. на 1 км². Уровень грамотности населения составлял 28,8 % (при среднем по Бангладеш показателе 43,1 %). 